# Hagieni (okręg Konstanca)
Hagieni (krymskotat. Hacilar) – wieś w Rumunii, w okręgu Konstanca, w gminie Limanu. W 2011 roku liczyła 150 mieszkańców.